# لو والاس
 لو والاس (انگلیسی: Lew Wallace؛ ۱۰ آوریل ۱۸۲۷ - ۱۵ فوریه ۱۹۰۵) وکیل، افسر نظامی در زمان جنگ داخلی آمریکا و فرماندار قلمروی نیومکزیکو، سیاستمدار، دیپلمات و نویسنده اهل ایالات متحده بود.
والاس کتاب بن هور ( Ben-Hur: A Tale of the Christ) را در سال ۱۸۸۰ نگاشت که بر اساس آن فیلم مشهور بن هور ساخته شد